# Anaulacomera lanceolata
Anaulacomera lanceolata är en insektsart som beskrevs av Brunner von Wattenwyl 1878. Anaulacomera lanceolata ingår i släktet Anaulacomera och familjen vårtbitare. Inga underarter finns listade i Catalogue of Life.